# Anknytningsbaserad psykoterapi
Anknytningsbaserad psykoterapi finns i flera varianter och har olika målgrupper. Målgrupper kan till exempel vara barn eller ungdomar. Den anknytningsbaserade psykoterapin bygger på Mary Ainsworths anknytningsteori.
I denna form av psykoterapi vill man få vuxna att reflektera över sina tidiga anknytningsmönster. Detta tros ge frigörelse från föreställningar och känsloreaktioner som kan skapa problem i nuvarande relationer, till exempel relationen till sina barn. Den brittiska psykoanalytikern John Bowlby talade om vikten av en nära anknytning mellan en vuxen vårdare och ett barn som ett biologiskt instinktivt beteendemönster. Hans teori ligger till grund för den anknytningsbaserade psykoterapin. Även om anknytningsbaserad psykoterapi har blivit en stor vetenskaplig teori om socioemotionell utveckling med en av de bredaste, djupaste forskningslinjerna i modern psykologi, har teorierna, tills nyligen, mer sällan kliniskt tillämpats än teorier med mycket mindre empiriskt stöd. Detta kan bero dels på bristande uppmärksamhet för klinisk tillämpning av Bowlby själv, dels på bredare betydelser av ordet "anknytning" som används bland utövare. Det kan också delvis bero på den felaktiga associationen av anknytningsteori med pseudovetenskapliga insatser som vilseledande kallas anknytningsterapi.